# Solway Moss
Solway Moss est un marais d'Angleterre (Cumberland), à l'extrémité nord-est du golfe de Solway, entre l'embouchure du Sark et celle de l’Esk. 
Les Écossais y furent défaits par les Anglais en 1542.